# Історія Європейського Союзу

Сучасний прапор Європейської Унії

Територія Європейської Унії

На території Європи єдиними державними утвореннями, порівнянними за розмірами з Європейським союзом, були Західна Римська імперія, Франкська держава, Священна Римська імперія. Протягом останнього ж тисячоліття Європа була роздроблена. Європейські мислителі намагалися придумати спосіб об'єднати Європу. Ідея створення Сполучених штатів Європи спочатку виникла після Американської революції.
Ця ідея отримала нове життя після Другої світової війни, коли про необхідність її здійснення заявив Вінстон Черчілль, який закликав 19 вересня 1946 року у своїй промові в Цюрихському університеті до створення «Сполучених штатів Європи», аналогічних Сполученим Штатам Америки. Як результат, в 1949 році була створена Рада Європи — організація, яка існує досі (її членом є і Україна). Рада Європи, однак, була (і залишається) чимось на зразок регіонального еквівалента ООН, зосередила свою діяльність на проблемах забезпечення прав людини в європейських країнах.
Ідеї створення домінуючого міждержавного утворення, які лунали протягом історії Європи, з особливою силою почали набирати обертів після Другої світової війни. У післявоєнний період на континенті з’явився цілий ряд організацій – Рада Європи, Західноєвропейський Союз, НАТО.
Європейський Союз утворився в результаті послідовного розвитку процесу інтеграції країн Західної Європи, яка пройшла у своєму розвитку декілька етапів. 9 травня 1950 року вважається початком процесу європейської інтеграції. Саме тоді міністр закордонних справ Франції Р. Шуман запропонував створити спільний ринок вугільної і сталеливарної продукції Франції, ФРН та інших західноєвропейських країн (пропозиція увійшла в історію під назвою «план Шумана») Однією з головних цілей плану стало примирення Франції та Німеччини та недопущення між ними війни у майбутньому. Найважливішим засобом досягнення цієї мети мав стати механізм управління та наднаціонального контролю над виробництвом і торгівлею стратегічною для військових потреб продукцією – вугіллям та сталлю. Контроль мав здійснюватись «вищим органом» (прообразом Європейської Комісії).
Окрім ідей федерації, конфедерації чи митного союзу, таких як заклик Вінстона Черчілля 1946 року до «Сполучених Штатів Європи», початковий розвиток Європейської Унії ґрунтувався на наднаціональному фундаменті, який «зробить війну немислимою та матеріально неможливо»  та зміцнити демократію серед її членів , як викладено Робертом Шуманом та іншими лідерами в Декларації Шумана (1950) та Європейській Декларації (1951). Цей принцип лежав в основі Європейського співтовариства вугілля та сталі (ЄВС) (1951), Паризького договору (1951), а пізніше Римського договору (1958), який створив Європейське економічне співтовариство (ЄЕС) та Європейський атомний договір. Енергетичне співтовариство (ЕАЭС). Термін дії ЄСВС закінчився в 2002 році, тоді як ЄАВС зберігає чітку юридичну ідентичність, незважаючи на спільні члени та установи.
Маастрихтський договір (1992 р.) створив Європейську Унію з її системою стовпів, включаючи зовнішні та внутрішні справи разом з Європейським Співтовариством. Це, у свою чергу, призвело до створення єдиної європейської валюти – євро (запущена в 1999 році). До Маастрихтського договору були внесені поправки згідно з Амстердамським (1997), Ніццьким (2001) та Лісабонським (2007) договорами.

## Розвиток Європи як регіону

### Європа як континент
Відомий світ у Стародавній Греції був диференційований на три суші: Азію, «Лівію» (Африку) та Європу, що дало підставу ідентифікувати європейську сушу як цілісну територію, континент.

### Римська Європа
Європейська суша була заселена і територіалізована багатьма задовго до її концептуалізації як цілісного континенту. Але Римська імперія, імперія, заснована на елліністичному світі та Александрійській імперії, Стародавньому Єгипті, Леванті та Північній Африці, стала першою державою, яка контролювала весь Середземноморський басейн, а також великі частини, зокрема південну та західну частини європейської суші. На цю історичну популярність у Середземноморському басейні та Європі посилалися держави, які прийшли після нього, претендуючи на спадкоємність римської влади та узаконюючи своє панування над землями на всій території колишньої римської евкомени, а отже також у Європі, зокрема в Західній Європі, землями. пізнішої Західної Римської імперії Латинського Риму. Останній заснував Західну Європу як цілісну та незалежну політичну територію Європи, яка іноді займала важливе місце, як просто Захід, над концепцією Європи. Аналогічно використовувалися інші концепції Європи як цілісного політичного простору, наприклад, Франгістан.

Франкська імперія в найбільшій своїй мірі, бл. 814 рік нашої ери

Претензії на спадкоємність контролю над Заходом після падіння Західного Риму в 476 році переросли в концепцію translatio imperii («передача правління») через короля Італії, що дозволило заявити претензії готів, лангобардів, Франкської імперії (481/800–843) та Священної Римської імперії (800/962–1806). Крім того, під час і після Римської імперії концепція renovatio imperii ("відновлення імперії") використовувалася, зокрема, у формах релігійно натхненного Imperium Christianum ("християнська імперія"), а пізніше Reichsidee ("імперська ідея"), щоб створити та підтримувати цілісний політичний регіон. Таким чином, положення та поширення впливу папства на низку європейських земель були силою, хоча й не виключно європейською, здатною об’єднати європейські сили під загальною християнською ідентичністю. При цьому деякі європейські держави, такі як Франція (після поєднання Священної Римської імперії зі Східною Францією), Англія, Голландська Республіка, Річ Посполита, Пруссія або Шведська імперія та Данія-Норвегія, також кинули виклик Папі через західну схизму, італійські війни та протестантську реформацію.
Грецький Східний Рим, також званий Візантійською імперією, залишався довго після розпаду Західної Римської імперії, зберігаючи цілісний політичний простір також на значних територіях Європи, зокрема (Південно) Східної Європи, або просто Сходу. Після падіння Східної Римської імперії в 1453 році Османська імперія і Московське царство, а в кінцевому підсумку Російська імперія (1547–1917) з Москвою як так званим Третім Римом, використали претензії на спадщину Східної Римської імперії, щоб узаконити їх панування над більшими територіями Європи.

### Інша Європа
Але також інші держави Європи створили, незалежно від Риму та Візантії, свої європейські королівства, такі як ряд доримських або дохристиянських грецьких, германських, кельтських, слов’янських та угорських держав, ханства або Аль-Андалус і Сицилійський емірат.

## Ідеї європейської єдності до 1945 року

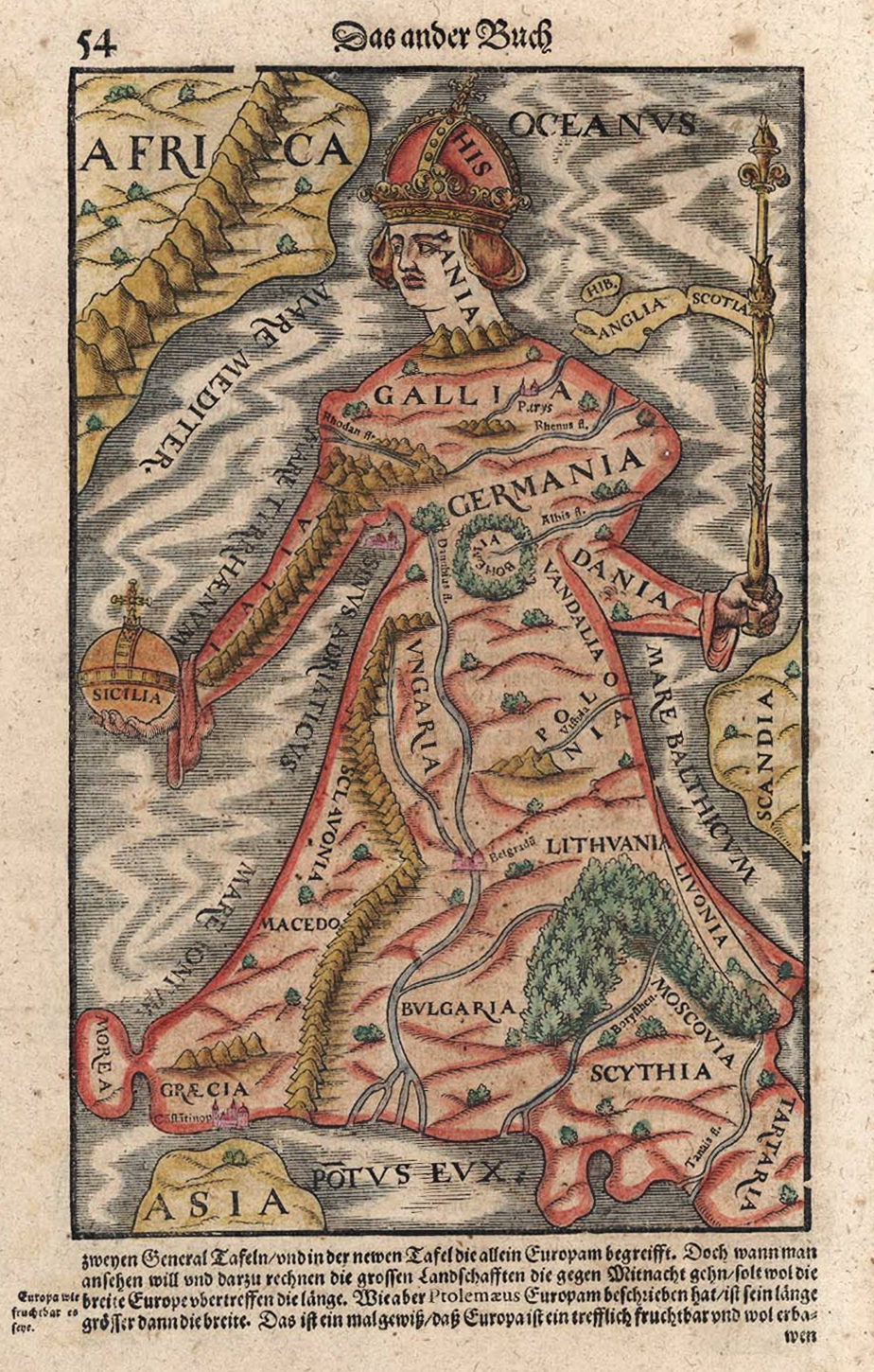
Europa regina в «Космографії» Себастьяна Мюнстера, 1570 р.

Початковий розвиток Європейського Союзу базувався на наднаціональному фундаменті, який «зробить війну немислимою та матеріально неможливою». Мирний засіб певної консолідації європейських територій раніше забезпечували династичні союзи; рідше були союзи на рівні країни, наприклад, Річ Посполита та Австро-Угорська імперія.
На конгресі в Екс-ла-Шапель 1818 року імператор Олександр, як найпередовіший інтернаціоналіст того часу, запропонував свого роду постійний європейський союз і навіть запропонував утримання міжнародних військових сил для забезпечення визнаним державам підтримки проти змін через насильство.

Пан’європейська політична думка справді виникла в XIX столітті, натхненна ліберальними ідеями Французької та Американської революцій. Наступні наполеонівські війни та Перша Французька імперія (1804–1815), зруйнували Священну Римську імперію, сприяли націоналізму, і після Віденського конгресу ідеали інтернаціоналізму, як у Іммануїла Канта та європейської єдности, процвітали по всьому континенту, особливо в працях Войцеха Ястшебовського (1799–1882) або Джузеппе Мадзіні (1805–1872). Термін Сполучені Штати Європи (англ. United States of Europe, грец. Ηνωμένες Πολιτείες της Ευρώπης, ісп. Estados Unidos de Europa, італ. Stati Uniti d'Europa, пол. Stany Zjednoczone Europy, нід. Verenigde Staten van Europa, нім. Vereinigte Staaten von Europa, фр. États-Unis d'Europe) використовував у той час Віктор Гюґо (1802–1885) під час виступу на Міжнародному конгресі миру, що відбувся в Парижі в 1849 році:
Настане день, коли всі нації на нашому континенті створять європейське братство... Настане день, коли ми побачимо... Сполучені Штати Америки та Сполучені Штати Європи віч-на-віч, тягнуться один до одного через моря.

### Від Першої світової війни до Другої світової війни
Протягом міжвоєнного періоду усвідомлення того, що національні ринки в Європі були взаємозалежними, але й конфронтаційними, разом із спостереженням за більшим і зростаючим ринком США по той бік океану, підживлювали потяг до економічної інтеграції континенту. У 1920 році, виступаючи за створення європейського економічного союзу, британський економіст Джон Мейнард Кейнс писав, що «повинна бути створена вільна профспілка... щоб не вводити жодних протекціоністських мит проти продукції інших членів Союзу». Протягом того ж десятиліття австрієць Ріхард Ніколас Куденгофе-Калерґі, у світлі розпаду імперії Габсбургів, уявляв собі як один із перших сучасний політичний союз Європи та заснував рух Пан-Європа. Його ідеї вплинули на його сучасників, серед яких був тодішній прем'єр-міністр Франції Арістід Бріан. У 1929 році останній виступив з промовою на користь Європейського Союзу перед асамблеєю Ліги Націй, попередниці Організації Об'єднаних Націй.

## 1939/1945–1957: Від війни до ЄСВС та Римських договорів

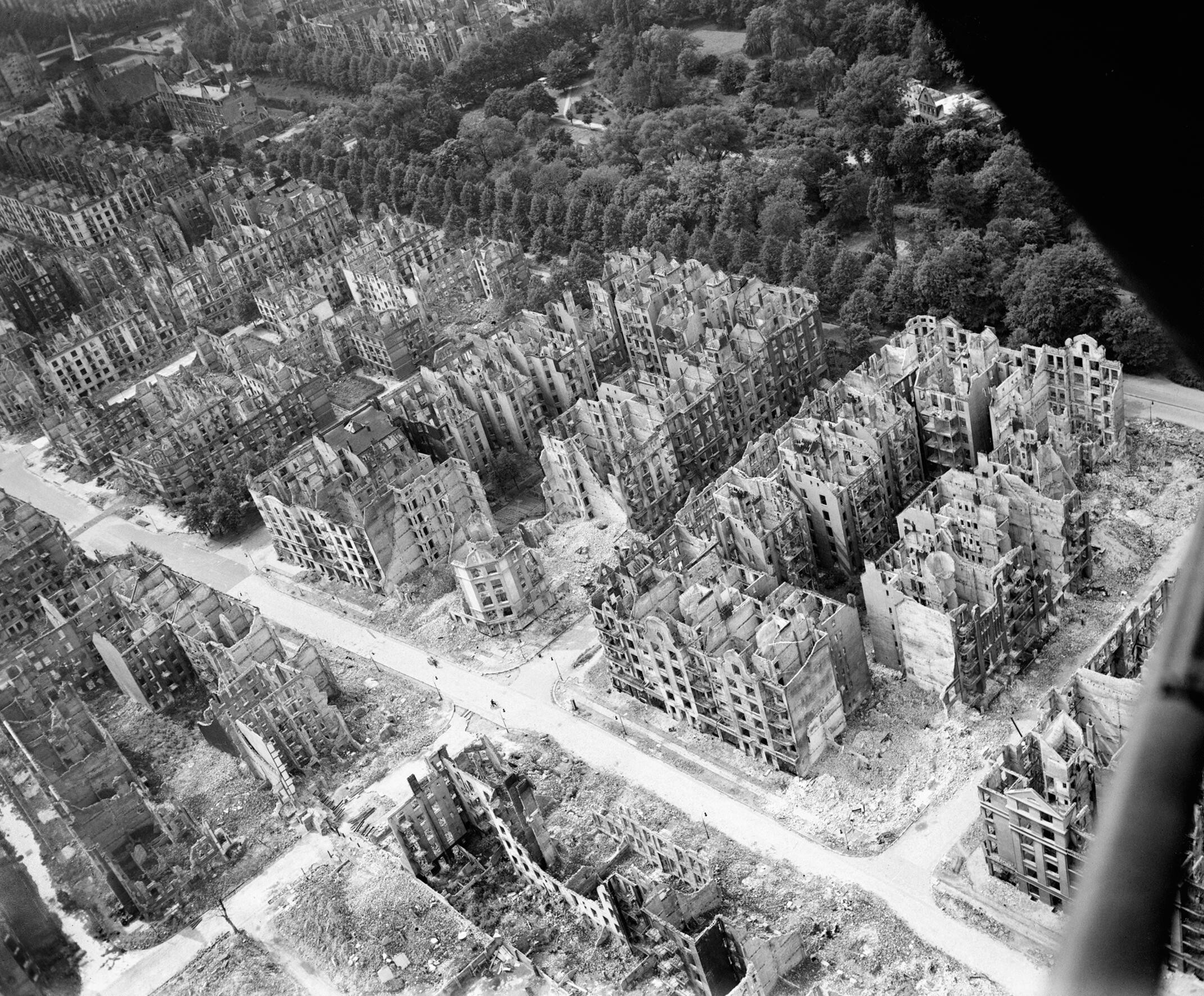
Після двох руйнівних світових воєн політичний клімат сприяв міжнародній єдності, яка могла б ефективно зберегти мир в Європі. (на фото Гамбург, після масованого бомбардування союзників у 1943 році)

Друга світова війна з 1939 по 1945 рік як ніколи продемонструвала жахи війни, а особливо екстремізму, хвилюючої дискримінації та геноциду. Як і у випадку з руйнівними війнами раніше, існувало бажання гарантувати, що це ніколи не повториться, особливо з війною, яка принесла світові ядерну зброю. Більшість європейських країн не змогли зберегти свій статус Великої Держави, за винятком Радянського Союзу, який після Другої світової війни став наддержавою і зберігав цей статус протягом 45 років. Це залишило дві конкуруючі ідеологічно протилежні наддержави.
Після Першої світової війни, але особливо після Другої світової війни, інтернаціоналізм набирав популярності, зі створенням Бреттон-Вудської системи в 1944 році, Організації Об'єднаних Націй у 1945 році та Французького Союзу (1946 – ), останній керував деколонізацією, можливо, інтегрувати свої колонії в європейське співтовариство. У цьому світлі її прихильники вже розглядали європейську інтеграцію як протиотруту крайньому націоналізму, який спустошив частину континенту.
Оскільки війна все ще вирувала, маніфест про в’язницю Вентотене 1941 року, написаний Альтьєро Спінеллі, пропагував європейську інтеграцію через італійський Опір, а після 1943 року — через Європейський федералістський рух. У березні 1943 року в радіозверненні лідер Сполученого Королівства сер Вінстон Черчілль тепло говорив про «відновлення справжньої величі Європи» після досягнення перемоги та розмірковував про післявоєнне створення «Ради Європи», яка б об’єднала європейські нації для побудови миру у 1943 році для післявоєнної «Ради Європи». Після війни 19 вересня 1946 року Chruchill пішов далі як цивільна особа, залишивши свій офіс, в Цюріхському університеті, закликавши для Сполучених Штатів Європи. За збігом обставин паралельно з його промовою проходив Конгрес Гертенштейна в кантоні Люцерн, в результаті якого утворився Союз європейських федералістів. Річард фон Куденгове-Калерґі, який успішно створив у міжвоєнний період найстарішу організацію європейської інтеграції, Панєвропейський союз, заснував у червні 1947 року Європейський парламентський союз (ЄПС).
Союзні держави вирішили під час війни на Московській конференції 1943 року створити Європейську консультативну комісію в 1944 році, що призвело до завершення війни в 1945 році в Раді контролю союзників. Щоб гарантувати, що Німеччина більше ніколи не зможе загрожувати миру, її важку промисловість було частково демонтовано, а її основні вуглевидобувні регіони були відокремлені (Саар, Сілезія) або віддано під міжнародний контроль (Рурський регіон). Через різні повоєнні проблеми безпеки Сполучене Королівство та Франція підписали в березні 1947 року Дюнкеркський договір. Одразу після лютневого державного перевороту Комуністичної партії Чехословаччини в 1948 році відбулася Лондонська конференція шести держав, в результаті якої було створено Міжнародний орган для Руру, а Радянський Союз вийшов із Контрольної ради союзників. Крім того, у березні 1948 р. був підписаний Брюссельський договір, який заснував Західний Союз (WU), а в 1954 р. розширив договір про створення Західноєвропейського Союзу (WEU). Крім того, у квітні 1948 р. також була заснована ширша Організація економічного співробітництва та розвитку (ОЕСР).

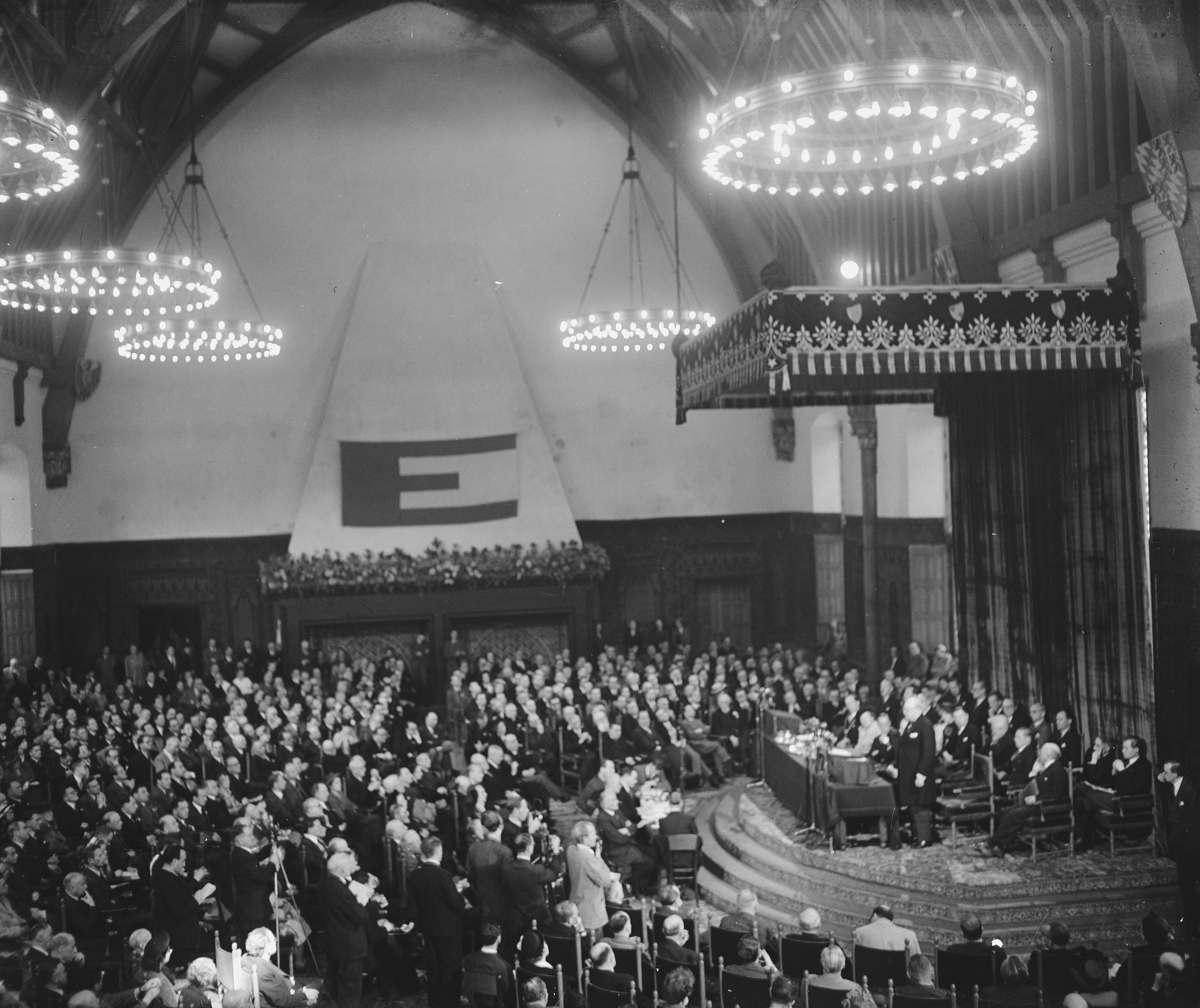
Зустріч у лицарській залі в Гаазі під час конгресу (9 травня 1948 р.)

Ключовим моментом у європейській інтеграції став Гаазький конгрес у травні 1948 року, оскільки він призвів до створення Міжнародного європейського руху, Коледжу Європи і, що найважливіше, до заснування Ради Європи 5 травня 1949 року. (сьогодні День Європи). Рада Європи була першою інституцією, яка об’єднала суверенні нації Європи, викликаючи великі надії та гарячі дебати у наступні два роки щодо подальшої європейської інтеграції. З тих пір це був широкий форум для подальшої співпраці та спільних питань, досягаючи таких речей, як підписана Європейська конвенція з прав людини 1950 року.
Важливою для фактичного народження інституцій ЄС була Декларація Шумана 9 травня 1950 року (на наступний день після п’ятого Дня Перемоги, сьогоднішнього Дня Європи – ЄС). На основі цієї промови Франція, Італія, країни Бенілюксу (Бельгія, Нідерланди та Люксембург) разом із Західною Німеччиною підписали Паризький договір (1951 р.) про створення Європейського співтовариства вугілля та сталі наступного року; це взяло на себе роль Міжнародного органу для Руру і зняло деякі обмеження з німецької промислової продуктивності. Вона породила перші інституції, такі як Вищий орган влади (нині Європейська комісія) і Загальна асамблея (нині Європейський парламент). Першими президентами цих установ були Жан Моне та Поль-Анрі Спаак відповідно. Батьки-засновники Європейського Союзу розуміли, що вугілля та металургія є двома галузями, необхідними для ведення війни, і вважали, що, об’єднавши їхні національні галузі, майбутня війна між їхніми націями стане набагато менш імовірною. Підтримана Планом Маршалла з великими коштами, які надходили зі Сполучених Штатів з 1948 року, ЄСВС стала важливою організацією, що дала змогу європейському економічному розвитку та інтеграції та стала джерелом основних інституцій ЄС, таких як Європейська комісія та Парламент.
Створення Європейського співтовариства вугілля та сталі висунув американський державний секретар Джордж К. Маршалл. Його одноіменний план відбудови Європи після Другої світової війни вніс європейцям понад 100 мільярдів доларів у сьогоднішніх доларах, допомагаючи прогодувати європейців, постачати сталь для відновлення промисловості, забезпечити вугілля для обігріву будинків і побудувати дамби для забезпечення електроенергією. При цьому план Маршалла заохочував інтеграцію європейських держав до Європейського співтовариства вугілля та сталі, що є попередником сучасного Європейського Союзу, ілюструючи наслідки економічної інтеграції та необхідність координації. Потужність плану Маршалла змусила колишнього канцлера Німеччини Гельмута Шмідта зауважити у 1997 році, що «Америка не повинна забувати, що розвиток Європейського Союзу є одним з її найбільших досягнень. Без Плану Маршалла до цього, можливо, ніколи б не дійшло».
Паралельно з Шуманом план Плевена 1951 р. намагався, але не зміг пов’язати інституції європейської спільноти, що розвивається, з Європейським політичним співтовариством, яке мало включати також запропоноване Європейське оборонне співтовариство, альтернативу вступу Західної Німеччини до НАТО, яке було створено в 1949 р. згідно з доктриною Трумена. У 1954 р. було засновано Західноєвропейський Союз, після того як НАТО перебрала компетенції Світового Союзу та приєдналася Західна Німеччина. Блок розвитку спонукав Радянський Союз укласти Варшавський договір у 1955 році, що дозволило йому зміцнити свій статус у Східній Європі.
Спроба перетворити протекторат Саар на «європейську територію» була відхилена на референдумі 1955 року. Саар мав керуватися статутом, який контролювався Європейським комісаром, який звітував перед Радою міністрів Західноєвропейського Союзу.
Після невдалих спроб створити оборонну (Європейське оборонне співтовариство) та політичну спільноту (Європейське політичне співтовариство), лідери зібралися на конференції в Мессіні та створили Комітет Спаака, який підготував звіт Спаака. Доповідь була прийнята на Венеціанській конференції (29 і 30 травня 1956 р.), на якій було прийнято рішення про організацію Міжурядової конференції. Міжурядова конференція зі спільного ринку та Євратому була зосереджена на економічній єдності, що призвело до підписання Римських договорів у 1957 р. – це створило Європейське економічне співтовариство (ЄЕС) та Європейське співтовариство з атомної енергії (Євратом) серед членів.

## 1958–1972: Три співтовариства

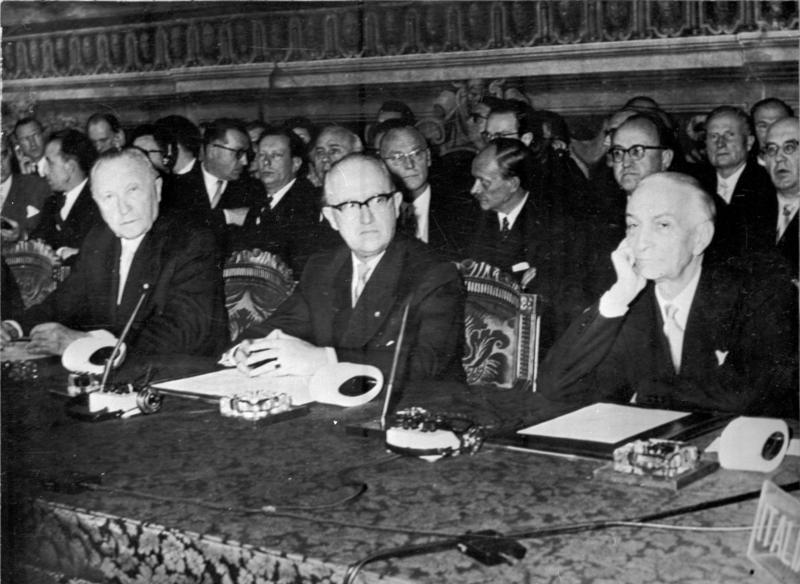
Конрад Аденауер, Вальтер Гальштайн і Антоніо Сеньї підписали Європейський митний союз і Євратом в Римі в 1957 році.

Два нові співтовариства були створені окремо від ЄСВС, хоча вони мали одні суди та загальні збори. Керівники нових громад називалися комісіями, на відміну від «вищої влади». ЄЕС очолив Вальтер Гальштайн (комісія Гальштайна), а Євратом очолив Луї Арман (комісія Армана), а потім Етьєн Гірш. Євратом буде інтегрувати сектори ядерної енергетики, а ЄЕС буде розвивати митний союз між членами.
Протягом 1960-х років почалося напруження, коли Франція намагалася обмежити наднаціональну владу та відкидала членство Сполученого Королівства. Однак у 1965 році була досягнута угода про злиття трьох спільнот під єдиним набором інституцій, і, отже, Договір про злиття був підписаний у Брюсселі і набув чинності 1 липня 1967 року про створення Європейських Співтовариств. Жан Рей очолив першу об'єднану Комісію (Комісія Рея).
Хоча в 1960-х роках політичний прогрес Співтовариств був непостійним, це був сприятливий період для європейської правової інтеграції. Багато основоположних правових доктрин Суду були вперше встановлені у знакових рішеннях у 1960-х і 1970-х роках, перш за все в рішенні Van Gend en Loos 1963 року, яке проголошувало «пряму дію» європейського права, тобто можливість його виконання в національних судах приватними сторонами. Інші знакові рішення цього періоду включали Costa v ENEL, яке встановило верховенство європейського законодавства над національним законодавством, і рішення «Молочні продукти», яке оголосило, що загальні міжнародно-правові принципи взаємності та відплати були заборонені в Європейському Співтоваристві. Усі три ці рішення були прийняті після призначення французького судді Робера Лекура в 1962 році, і Лекур, схоже, став домінуючим впливом на Суд протягом 1960-х і 1970-х років.

## 1973–1993: Розширення до Делора

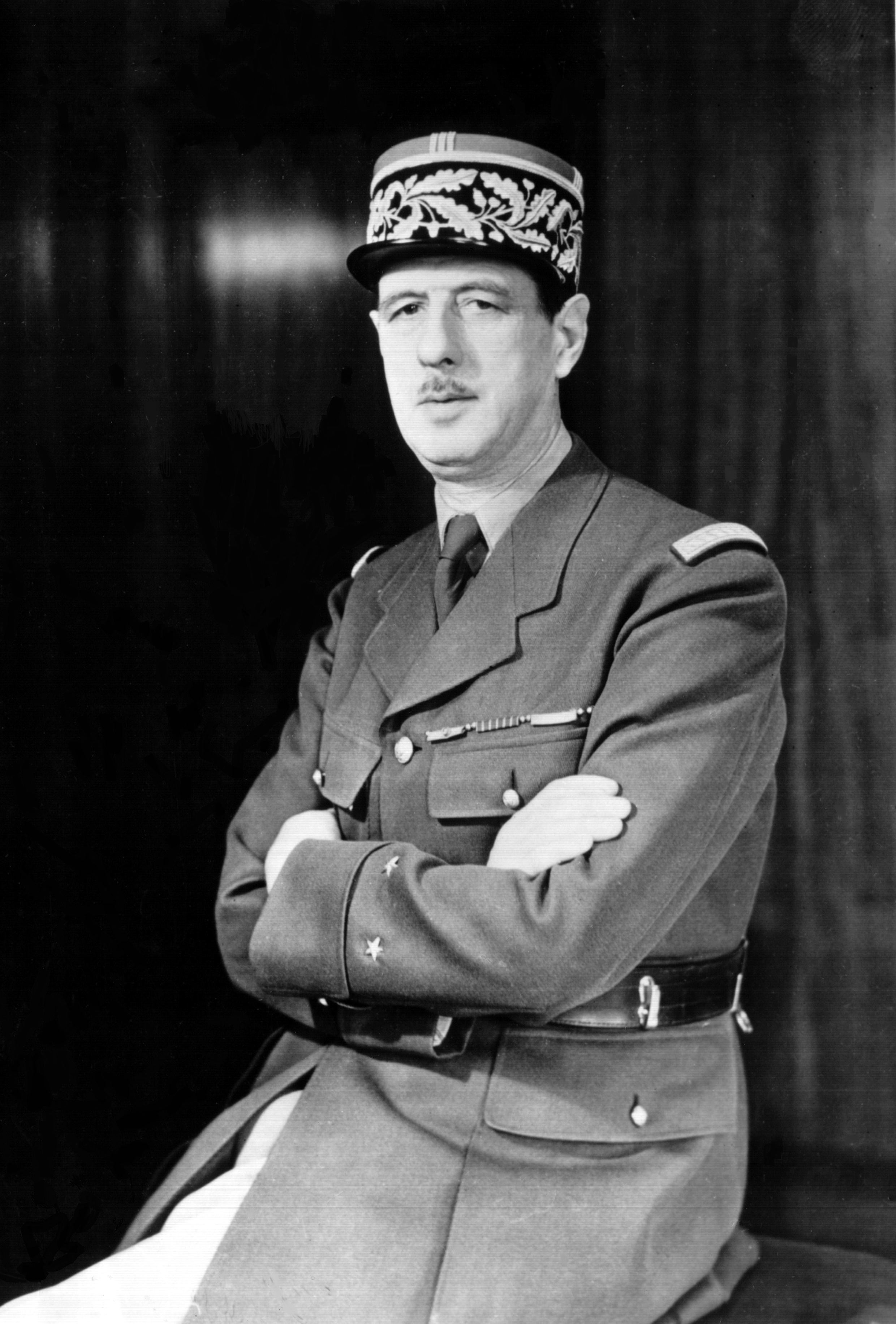
Вето де Голля затримало перше розширення.

Після довгих переговорів і після зміни президента Франції, Данія, Ірландія та Сполучене Королівство (з Гібралтаром) зрештою приєдналися до Європейських Співтовариств 1 січня 1973 року. Це було перше з кількох розширень, які стали основною сферою політики Європейської Унії (див.: Розширення Європейської Унії).
У 1979 році Європейський парламент провів перші прямі вибори шляхом загального голосування. Було обрано 410 депутатів, які потім обрали першу жінку-голову Європейського парламенту Сімону Вейл.
Подальше розширення відбулося в 1981 році, коли Греція приєдналася 1 січня, через шість років після подання заявки. У 1982 році Гренландія проголосувала за вихід із Співтовариства після отримання самоуправління від Данії (див. також: спеціальні території держав-членів Європейської Унії). Іспанія та Португалія приєдналися (подали заявку в 1977 році) 1 січня 1986 року.

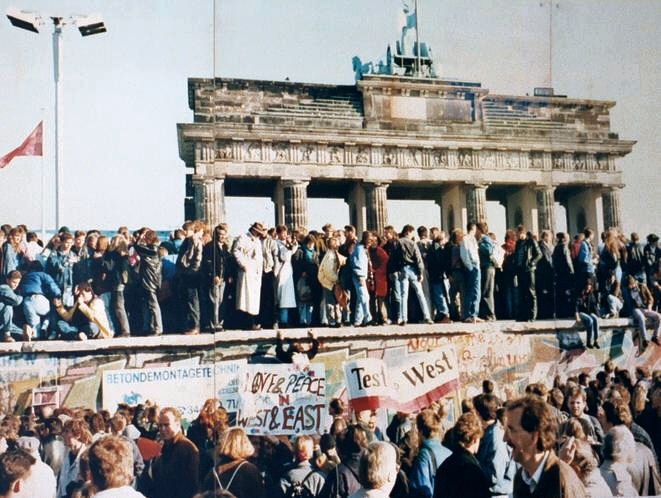
Падіння залізної завіси дозволило приєднатися НДР до ЄС (Берлінської стіни).

Нещодавно призначений президент Комісії Жак Делор (Комісія Делора) очолив ухвалення Європейського прапора Співтовариствами в 1986 році. Під час першого великого перегляду договорів після Договору про злиття лідери підписали Єдиний європейський акт у лютому 1986 року. У тексті йшлося про інституційну реформу, включаючи розширення повноважень громад, зокрема щодо зовнішньої політики. Він був основним компонентом завершення створення єдиного ринку і набув чинності 1 липня 1987 року. У 1987 році Туреччина офіційно подала заявку на приєднання до Співтовариства і розпочала найтриваліший процес подачі заявок для будь-якої країни. Після польських страйків 1988 року та польської угоди за круглим столом з'явилися перші невеликі ознаки відкриття в Центральній Європі. Відкриття прикордонних воріт між Австрією та Угорщиною на пан'європейському пікніку 19 серпня 1989 року поклало початок мирній ланцюговій реакції, наприкінці якої НДР більше не було, а Східний блок розпався. Отто фон Габсбург та Імре Позсгай вважали подію нагодою перевірити реакцію Михайла Горбачова на відкриття залізної завіси. Зокрема, розглядалося, чи дасть Москва радянським військам, які дислокуються в Угорщині, командування втрутитися. Але з масовим виїздом на пан’європейський пікнік, подальшою нерішучою поведінкою Соціалістичної єдної партії Східної Німеччини та невтручанням Радянського Союзу греблі прорвали. Так була зламана скоба Східного блоку, і в результаті Берлінська стіна впала разом з усією залізною завісою. Німеччина возз’єдналася, і двері для розширення до колишнього Східного блоку були відкриті (див. також: копенгагенські критерії).
З хвилею нових розширення на шляху 7 лютого 1992 року був підписаний Маастрихтський договір, який створив Європейську Унію, коли він набув чинності наступного року.

## 1993–2004: Створення
1 листопада 1993 року, згідно з третьою Комісією Делора, Маастрихтський договір набув чинності, створивши Європейську Унію з його системою стовпів, включаючи зовнішні та внутрішні справи разом з Європейським Співтовариством. Європейські вибори 1994 року відбулися, в результаті чого Партія європейських соціалістів зберегла свою позицію найбільшої партії в парламенті. Рада запропонувала Жака Сантера на посаду голови Комісії, але його розглядали як другого кандидата, що підриває його позицію. Парламент ледве схвалив Сантера, але його комісія отримала більшу підтримку, затвердивши 416 голосами проти 103. Сантеру довелося використати свої нові повноваження під Маастрихтом, щоб посилити контроль над вибором комісарів. Вони вступили на посаду 23 січня 1995 року.
30 березня 1994 року завершилися переговори про вступ з Австрією, Швецією та Фінляндією. Тим часом Норвегія, Ісландія та Ліхтенштейн приєдналися до Європейської економічної зони (яка набула чинності 1 січня 1994 року), організації, яка дозволила державам Європейської асоціації вільної торгівлі вийти на єдиний європейський ринок. Наступного року Шенгенська угода набула чинности між сімома країнами-членкинями, яка до кінця 1996 року включала майже всі інші. У 1990-х роках також спостерігався подальший розвиток євро. 1 січня 1994 року розпочався другий етап Економічного та валютного союзу Європейської Унії зі створенням Європейського валютного інституту, а на початку 1999 року було введено євро як валюта та створено Європейський центральний банк. 1 січня 2002 року банкноти та монети були введені в обіг, повністю замінивши старі валюти.

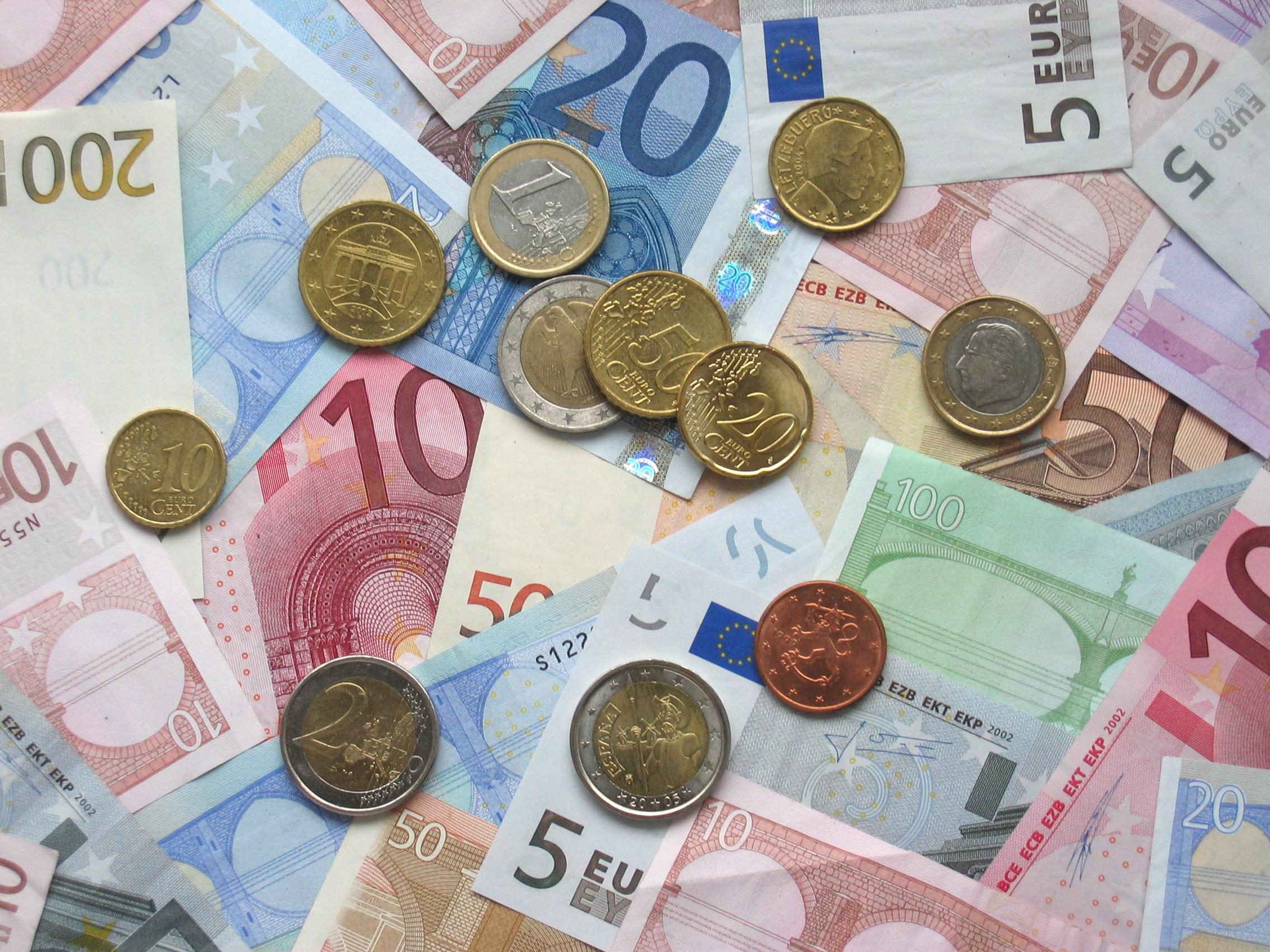
Монети та банкноти євро, єдиної валюти, введеної з 1999 року

Протягом 1990-х років югославські війни дали поштовх до розробки Спільної зовнішньої політики та політики безпеки (CFSP) ЄУ. Європейська Унія не змогла відреагувати на початку війни, а миротворці ООН з Нідерландів не змогли запобігти різанині в Сребрениці (липень 1995 р.) у Боснії та Герцеговині, найбільшому масовому вбивстві в Європі з часів Другої світової війни. Організації Північноатлантичного договору (НАТО) нарешті довелося втрутитися у війну, примусивши сторони сісти за стіл переговорів. Ранній зовнішньополітичний досвід ЄУ призвів до того, що зовнішня політика була підкреслена в Амстердамському договорі (який створив Високий представник).
Однак будь-який успіх був затьмарений бюджетною кризою в березні 1999 року. Парламент відмовився затвердити бюджет громади Комісії на 1996 рік на підставі поганого управління фінансами, шахрайства та кумівства. Оскільки парламент готовий їх викинути, вся комісія Сантера подала у відставку. Настрої євроскептицизму після Делора закріпилися, коли Рада та Парламент постійно оскаржували позицію Комісії в найближчі роки.
На наступних виборах соціалісти втратили свою багаторічну більшість на користь нової Народної партії, і нова Комісія Проді швидко заснувала нове Європейське бюро по боротьбі з шахрайством (OLAF). Відповідно до нових повноважень Амстердамського договору, деякі описували Проді як «першого прем’єр-міністра Європи». 4 червня Хав'єр Солана був призначений генеральним секретарем Ради, а посилений Високий представник із питань спільної зовнішньої політики та політики безпеки визнав інтервенцію в Косово – деякі також вважали Солану першим міністром закордонних справ Європи. Ніццький договір був підписаний 26 лютого 2001 року та набув чинности 1 лютого 2003 року, що зробило останні приготування перед розширенням у 2004 році до 10 нових членів.

## 2004–2009: Консолідація та вплив Великої рецесії

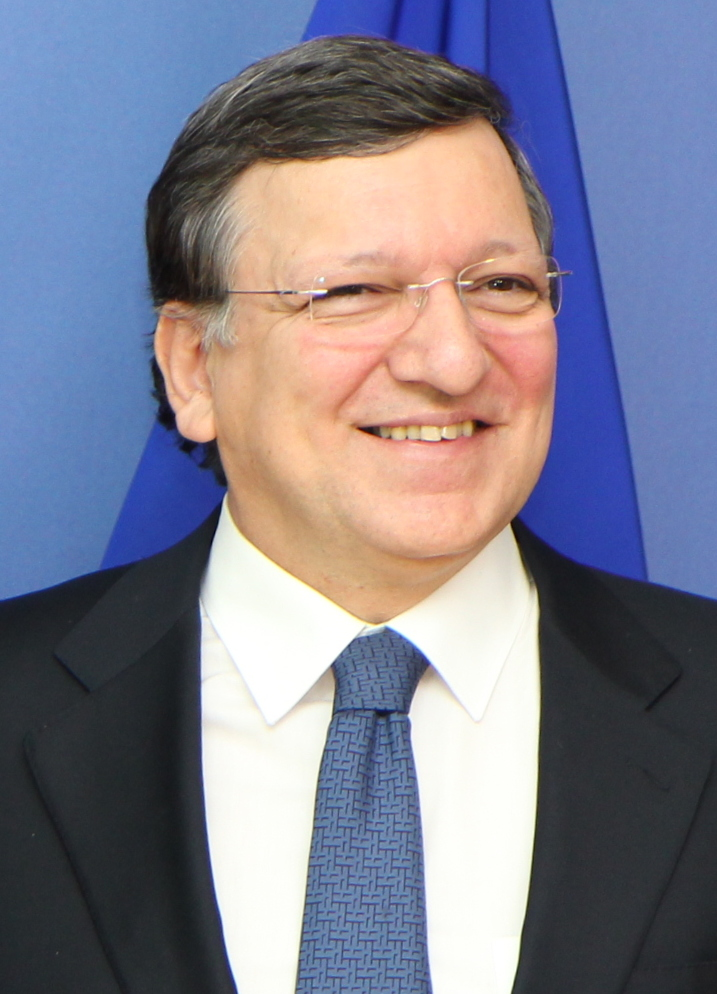
Жозе Мануель Баррозу президент Європейської комісії (2004-2014)

10–13 червня 2004 р. 25 держав-членів взяли участь у найбільших транснаціональних виборах в історії (з другим за величиною демократичним електоратом у світі). Результатом шостих парламентських виборів стала друга перемога Європейської народної партії та групи європейських демократів. У ньому також була найнижча явка виборців – 45,5%, вдруге вона впала нижче 50%. 22 липня 2004 року Жозе Мануель Баррозу був затверджений новим парламентом як наступний президент Комісії. Однак його нова команда з 25 комісарів зіткнулася з більш складним шляхом. Оскільки парламент висловив заперечення проти ряду його кандидатів, він був змушений зняти свій вибір і спробувати ще раз. Комісія Проді мала продовжити свій мандат до 22 листопада після остаточного затвердження нового складу комісарів.
Пропонований конституційний договір був підписаний повноважними представниками країн-членів ЄУ 28 жовтня 2004 року. Документ був ратифікований у більшості країн-членів, включаючи два позитивних референдуми. Проте референдуми, які були проведені у Франції та Нідерландах, зазнали невдачі, скасувавши договір. Європейська рада погодилася, що від конституційної пропозиції буде відмовлено, але більшість її змін буде збережено в договорі про внесення змін. 13 грудня 2007 року був підписаний договір, який містив відмову для більш євроскептичних членів і не мав державних елементів. Лісабонський договір нарешті набув чинності 1 грудня 2009 року. Вона створила посаду президента Європейської ради та значно розширила посаду високого представника. Після довгих дебатів про те, якою людиною має бути президент, Європейська Рада погодилася на стриману особистість і обрала Германа ван Ромпея, а початківець із зовнішньої політики Кетрін Ештон стала Верховним представником.
На виборах 2009 року Європейська народна партія знову здобула перемогу, незважаючи на поразку британських консерваторів, які сформували меншу євроскептичну групу європейських консерваторів і реформістів з іншими антифедералістичними правими партіями. Президентство в парламенті знову розділили між Народною партією та соціалістами, першим головою Європейського парламенту від колишньої комуністичної країни був обраний Єжи Бузек. Баррозу був висунутий Радою на другий термін і отримав підтримку від ЄНП, яка оголосила його своїм кандидатом перед виборами. Однак соціалісти та зелені очолили опозицію проти нього, незважаючи на те, що не погодилися з кандидатом-опонентом. Парламент нарешті схвалив Баррозу II, хоча ще раз із запізненням на кілька місяців.

Найновіша членкиня жовтим.

У 2007 році п’яте розширення було завершено з приєднанням Румунії та Болгарії 1 січня 2007 року. Крім того, у 2007 році Словенія прийняла євро, Мальта та Кіпр у 2008 році та Словаччина у 2009 році. Однак проблеми виникли з існуючими членами, коли єврозона вступила у свою першу рецесію в 2008 році. Члени співпрацювали, і ЄЦБ втрутився, щоб допомогти відновити економічне зростання, і євро вважалося безпечним притулком, особливо для тих, хто знаходиться за межами країни, як-от Ісландія.

## 2009–2016: Європейська криза
Однак через ризик дефолту в Греції, Ірландії, Португалії та інших країнах-членах наприкінці 2009–2010 років лідери єврозони погодилися на надання позик державам-членам, які не могли зібрати кошти. Звинувачення в тому, що це був зворотний поворот у договорах ЄУ, які виключають будь-яку заставу для членів євро, щоб заохотити їх краще управляти своїми фінансами, протистояли аргументом, що це були позики, а не гранти, і що ні ЄУ та інші держави-члени взяли на себе будь-які зобов'язання за боргами країн, які отримали допомогу. Оскільки Греція намагається відновити свої фінанси, інші країни-члени також зазнають ризику та наслідки, які це матиме для решти економіки єврозони, було узгоджено механізм позики. Криза також підштовхнула до консенсусу щодо подальшої економічної інтеграції та ряду пропозицій, таких як Європейський валютний фонд або федеральне казначейство.
Європейська Унія отримала Нобелівську премію миру 2012 року за «внесок у просування миру та примирення, демократії та прав людини в Європі». Нобелівський комітет заявив, що «те жахливі страждання у Другій світовій війні продемонстрували необхідність нової Європи [...] сьогодні війна між Німеччиною та Францією немислима. Це показує, як завдяки цілеспрямованим зусиллям і шляхом зміцнення взаємної довіри історичні вороги можуть стати близькими партнерами». Рішення Нобелівського комітету сильно розкритикували.
1 липня 2013 року Хорватія приєдналася до ЄУ, а 1 січня 2014 року французька територія Індійського океану Майотта була додана як найвіддаленіший регіон.

## 2016–2020: Brexit
23 червня 2016 року громадяни Сполученого Королівства проголосували за вихід із Європейської Унії на референдумі, а згодом стали першим і на сьогоднішній день єдиним членом, який застосував статтю 50 Договору про Європейську Унію (TEU). За вихід з ЄУ проголосували 51,9% проти 48,1% проти. Вихід Сполученого Королівства з Європейської Унії було завершено 31 січня 2020 року.

## 2020 – 2022: вплив пандемії COVID-19 та російсько-української війни

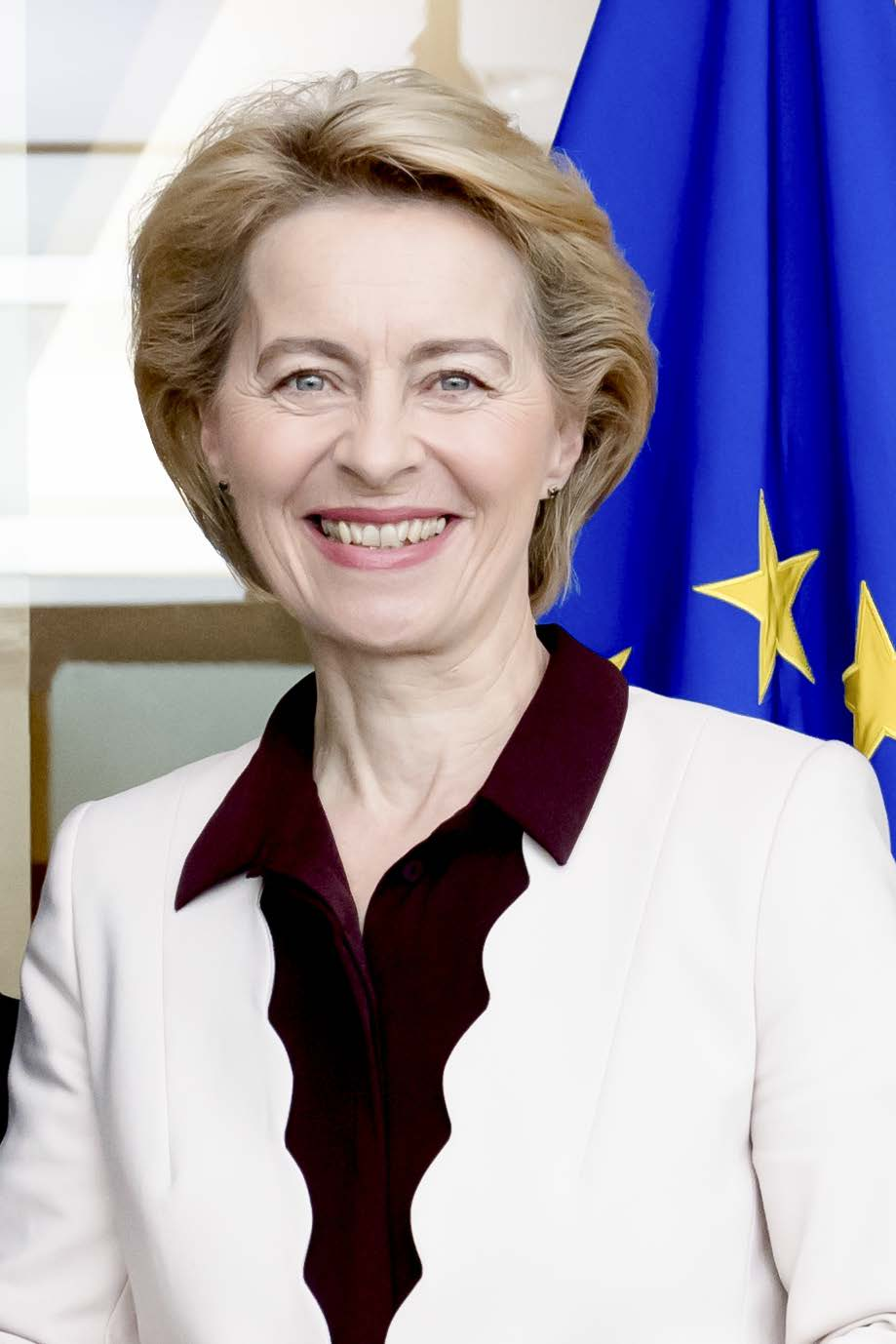
президент Європейської комісії Урсула фон дер Ляйєн
(з 1 грудня 2019 року)

Після економічної кризи, спричиненої пандемією COVID-19, лідери Європейської Унії вперше погодилися виділити спільний борг для фінансування Європейської програми відновлення під назвою Next Generation EU (NGEU).
24 лютого 2022 року, після угруповання на кордонах України, Збройні сили Російської Федерації здійснили спробу повномасштабного вторгнення в Україну.
Європейська Унія ввела жорсткі санкції проти Росії та домовився про об’єднаний пакет військової допомоги Україні для летального озброєння, що фінансується через позабюджетний інструмент Європейського фонду миру. Так само в перші тижні війни сусідні країни-члени ЄУ отримали масовий наплив українських біженців, які тікали від конфлікту. Конфлікт показав енергетичну залежність ЄУ від Росії, яку вважають постачальником, що «явно» загрожує ЄУ. Ця подія викликала відчуття невідкладності переходу до альтернативних постачальників енергії та подальшого розвитку чистих джерел енергії.
У понеділок 28 лютого 2022 року Президент України Володимир Зеленський підписав заявку на членство України в Європейській Унії. Також Глава держави із Головою ВРУ Русланом Стефанчуком та Прем'єр-міністром України Денисом Шмигалем підписали Спільну заяву. 1 березня 2022 року Європейський парламент рекомендував зробити Україну офіційним кандидатом на членство, а 10 березня 2022 року Рада Європейській Унії звернулася до Європейської Комісії з проханням дати висновок щодо заявки. 8 квітня 2022 року фон дер Ляєн особисто передала Зеленському законодавчу анкету.. 17 квітня 2022 року Україна завершила роботу над першою частиною опитувальника, а 9 травня — над другою.
17 червня 2022 року Європейська комісія рекомендувала Європейській раді надати України статус кандидата на вступ до Європейської Унії. Європейський парламент 23 червня 2022 ухвалив резолюцію із закликом невідкладно надати статус кандидата на членство в Європейській Унії для України. 23 червня 2022 року Європейська Рада надала Молдові й Україні статус кандидата на вступ до Європейської Унії. Шарль Мішель, президент Європейської Ради, заявив, що це «історичний момент». Український уряд сподівається розпочати переговори на початку 2023 року, а сам вступ відбудеться не раніше 2029 року.

## Структурна еволюція
Після закінчення Другої світової війни суверенні європейські країни уклали договори і, таким чином, співпрацювали та узгоджували політику (або об’єднували суверенітет) у дедалі більшій кількості сфер, у проєкті європейської інтеграції чи побудові Європи (франц. la construction європейська). Нижче наведено юридичне заснування Європейської Унії (ЄУ) — основну основу для цього об’єднання. ЄУ успадкував багато своїх теперішніх обов'язків від Європейських Співтовариств (ЄУ), які були засновані в 1950-х роках у дусі Декларації Шумана.
| Підписаний Діє з Документ      | 1948 Брюссельський договір                                         | 1951 1952 Паризький договір                                                       | 1954 1955 Поправки до Брюссельського договору                                     | 1957 1958 Римські договори                                                        | 1965 1967 Договір злиття                        | 1975 Н/Д Висновки Європейської ради             | 1985 Шенгенська угода                         | 1986 1987 Єдиний європейський акт             | 1992 1993 Маастрихтський договір              | 1992 1993 Маастрихтський договір | 1997 1999 Амстердамський договір | 2001 2003 Ніццький договір | 2007 2009 Лісабонська угода | 2007 2009 Лісабонська угода |  |  |  |  |  |  |  |
|                                |                                                                    |                                                                                   |                                                                                   |                                                                                   |                                                 |                                                 |                                               |                                               |                                               |                                  |                                  |                            |                             |                             |  |  |  |  |  |  |  |
| Підвалини Європейського Союзу: |                                                                    |                                                                                   |                                                                                   |                                                                                   |                                                 |                                                 |                                               |                                               |                                               |                                  |                                  |                            |                             |                             |  |  |  |  |  |  |  |
| Європейські спільноти          |                                                                    |                                                                                   |                                                                                   |                                                                                   |                                                 |                                                 |                                               |                                               |                                               |                                  |                                  |                            |                             |                             |  |  |  |  |  |  |  |
|                                | Європейська спільнота з атомної енергії (Євратом)                  |                                                                                   |                                                                                   |                                                                                   |                                                 |                                                 |                                               |                                               |                                               |                                  |                                  |                            |                             |                             |  |  |  |  |  |  |  |
|                                |                                                                    |                                                                                   | Європейська спільнота з вугілля та сталі (ЄСВС)                                   | Європейська спільнота з вугілля та сталі (ЄСВС)                                   | Європейська спільнота з вугілля та сталі (ЄСВС) | Європейська спільнота з вугілля та сталі (ЄСВС) | Термін дії договору минув у 2002 р.           | Термін дії договору минув у 2002 р.           | Термін дії договору минув у 2002 р.           |                                  | Європейський Союз (ЄС)           | Європейський Союз (ЄС)     |                             |                             |  |  |  |  |  |  |  |
|                                |                                                                    |                                                                                   | Європейська економічна спільнота (ЄЕС)                                            |                                                                                   |                                                 |                                                 |                                               |                                               |                                               |                                  | Європейський Союз (ЄС)           | Європейський Союз (ЄС)     |                             |                             |  |  |  |  |  |  |  |
|                                |                                                                    |                                                                                   |                                                                                   | Шенгенська угода                                                                  |                                                 |                                                 | Європейська спільнота (ЄС)                    | Європейська спільнота (ЄС)                    |                                               |                                  | Європейський Союз (ЄС)           | Європейський Союз (ЄС)     |                             |                             |  |  |  |  |  |  |  |
|                                |                                                                    | Співробітництво TREVI (тероризм, радикалізм, екстремізм та міжнародне насильство) | Співробітництво TREVI (тероризм, радикалізм, екстремізм та міжнародне насильство) | Співробітництво TREVI (тероризм, радикалізм, екстремізм та міжнародне насильство) | Правосуддя та внутрішні справи                  |                                                 | Європейська спільнота (ЄС)                    | Європейська спільнота (ЄС)                    |                                               |                                  | Європейський Союз (ЄС)           | Європейський Союз (ЄС)     |                             |                             |  |  |  |  |  |  |  |
|                                | Співробітництво між поліцією та правосуддям у кримінальних справах | Співробітництво TREVI (тероризм, радикалізм, екстремізм та міжнародне насильство) | Співробітництво TREVI (тероризм, радикалізм, екстремізм та міжнародне насильство) | Співробітництво TREVI (тероризм, радикалізм, екстремізм та міжнародне насильство) | Правосуддя та внутрішні справи                  |                                                 |                                               |                                               |                                               |                                  | Європейський Союз (ЄС)           | Європейський Союз (ЄС)     |                             |                             |  |  |  |  |  |  |  |
|                                |                                                                    |                                                                                   |                                                                                   |                                                                                   | Європейська політична співпраця                 | Спільна зовнішня та безпекова політика (СЗБП)   | Спільна зовнішня та безпекова політика (СЗБП) | Спільна зовнішня та безпекова політика (СЗБП) | Спільна зовнішня та безпекова політика (СЗБП) |                                  | Європейський Союз (ЄС)           | Європейський Союз (ЄС)     |                             |                             |  |  |  |  |  |  |  |
| Неконсолідовані органи         | Неконсолідовані органи                                             | Західноєвропейський союз (ЗЄС)                                                    | Західноєвропейський союз (ЗЄС)                                                    | Західноєвропейський союз (ЗЄС)                                                    | Західноєвропейський союз (ЗЄС)                  | Західноєвропейський союз (ЗЄС)                  | Західноєвропейський союз (ЗЄС)                |                                               |                                               |                                  |                                  | Європейський Союз (ЄС)     |                             |                             |  |  |  |  |  |  |  |
| Неконсолідовані органи         | Неконсолідовані органи                                             | Західноєвропейський союз (ЗЄС)                                                    | Західноєвропейський союз (ЗЄС)                                                    | Західноєвропейський союз (ЗЄС)                                                    | Західноєвропейський союз (ЗЄС)                  | Західноєвропейський союз (ЗЄС)                  | Західноєвропейський союз (ЗЄС)                | Припинив існування у 2011 р.                  |                                               |                                  |                                  |                            |                             |                             |  |  |  |  |  |  |  |
|                                |                                                                    |                                                                                   |                                                                                   |                                                                                   |                                                 |                                                 |                                               |                                               |                                               |                                  |                                  |                            |                             |                             |  |  |  |  |  |  |  |

## Подальше читання
- Андерсон, П. Новий Старий Світ (Verso 2009)ISBN 978-1-84467-312-4
- Беренд Іван Т. Історія європейської інтеграції: новий погляд. (Рутледж, 2016).
- Блер, Аласдер. Європейський Союз з 1945 року (Рутледж, 2014).
- Чабан Н. і М. Холланд, ред. Спілкування Європи в часи кризи: зовнішнє сприйняття Європейського Союзу (2014).
- Дедман, Мартін. Витоки та розвиток Європейського Союзу 1945-1995: історія європейської інтеграції (Рутледж, 2006).
- Де Фріз, Кетрін Е. «Не згадуйте війну! Пам’ять про Другу світову війну та підтримка європейського співробітництва». JCMS: Journal of Common Market Studies (2019).
- Дінан, Десмонд. Переробка Європи: історія Європейського Союзу (2-е вид. Палгрейв Макміллан), уривок 2004 року.
- Фімістер, Алан. Роберт Шуман: Неосхоластичний гуманізм і возз'єднання Європи (2008)
- Хойзер, Беатріс. Brexit в історії: суверенітет чи Європейський Союз? (2019) уривок також дивіться онлайн-огляд
- Хоболт, Сара Б. «Голосування за Brexit: розділена нація, розділений континент». Журнал європейської публічної політики (2016): 1–19.
- Йоргенсен, Кнуд Ерік та ін., ред. Довідник SAGE з європейської зовнішньої політики (Sage, 2015).
- Кайзер, Вольфрам. «Від держави до суспільства? Історіографія європейської інтеграції.» у Michelle Cini, and Angela K. Bourne, eds. Palgrave Advances in European Union Studies (Palgrave Macmillan UK, 2006). С. 190–208.
- Кайзер, Вольфрам і Антоніо Варсорі, ред. Історія Європейського Союзу: теми та дебати (Springer, 2016).
- Купс, Т.Д. та Г. Мачай. Європейський Союз як дипломатичний актор (2015).
- Маккормік, Джон. Розуміння Європейського Союзу: стислий вступ (Palgrave Macmillan, 2014).
- Травень, Алекс. Велика Британія та Європа з 1945 (1999).
- Марш, Стів і Ганс Маккенштейн. Міжнародні відносини ЄУ (Рутледж, 2014).
- Мілвард, Алан С. Реконструкція Західної Європи: 1945–1951 рр. (Univ. of California Press, 1984)
- Патель, Кіран Клаус і Вольфрам Кайзер. «Безперервність та зміни в європейському співробітництві протягом ХХ століття». Сучасна європейська історія 27.2 (2018): 165–182. онлайн
- Янг, Джон В. Британія, Франція та єдність Європи, 1945–1951 (Лестерський університет, 1984).